# بانی (شهر)
بانی (به لاتین: Baní) یک شهر در جمهوری دومینیکن است که در سانتو دومینگو واقع شده‌است.

## خصوصیات
بانی ۶۴۲٫۷۵ کیلومترمربع مساحت و ۱۴۵٬۵۹۵ نفر جمعیت دارد و ۶۱ متر بالاتر از سطح دریا واقع شده‌است.